# Lone Star (ciruela)
Lone Star es una variedad cultivar de ciruelo (Prunus angustifolia subsp. varians), de las denominadas ciruelas americanas.
Una variedad que fue cultivado por E. W. Kilpatrick, en Texas,  a partir de semillas silvestres del este de Texas. Las frutas son de tamaño mediano, piel fina con un color rojo, sutura poco profunda, tienen una pulpa de color amarillo con textura blanda, jugosa, suave, sabor muy agradable y dulce, con solo un toque de acidez.

## Sinonimia
- "Lone Star Texas sand plum Hybrid".[3]

## Historia
La ciruela 'Lone Star' fue cultivado por E. W. Kilpatrick, en Texas,  a partir de semillas silvestres del este de Texas. Mencionado en el catálogo de la "American Pomological Society" en 1897. Está encuadrada en el grupo de Prunus angustifolia subsp. varians una de las denominadas ciruelas nativas americanas.
La ciruela 'Lone Star' ha sido descrita por:1. Am. Pom. Soc. Rpt. 154. 1883.  2. Cornell Sta. Bul. 38:63, 86. 1892. 3. Waugh Plum Cult. 196. 1901.

## Características
'Lone Star' árbol que crece como un arbusto relativamente bajo y extendido, que generalmente presenta una forma redondeada y forma múltiples tallos. Puede funcionar como polinizador.
'Lone Star' tiene una talla de fruto mediano, de forma ovalada, ligeramente asimétrica, cavidad ancha y poco profunda; piel fina, color de piel rojo cuando está completamente maduro, sutura poco profunda, pruina delgada; numerosos puntos blancos; pulpa de color amarillo con textura blanda, jugosa, suave, sabor muy agradable y dulce, con solo un toque de acidez.
Hueso adherente, pequeño, ovalado, casi lisa, asimétrico.
Su tiempo de recogida de cosecha se inicia en su maduración de temporada precoz, en la primera decena de julio. Las ciruelas 'Lone Star' son blandas cuando están maduras, y como la mayoría de las frutas de hueso, no se conserva por mucho tiempo.

## Usos
Las ciruelas 'Lone Star' son buenas en fresco para comer directamente del árbol, calidad de primera, también muy buenas en postres de cocina como tartas y pasteles, y se utilizan comúnmente para hacer conservas y mermeladas.